# 지퍼스 크리퍼스 (2001년 영화)
《지퍼스 크리퍼스》(Jeepers Creepers)는 2001년 공개된 미국의 공포 영화이다.

## 출연

### 주연
- 지나 필립스
- 저스틴 롱
- 조나단 브렉
- 패트리샤 벨커
- 브랜든 스미스
- 에일린 브레넌

### 조연
- 페기 쉐필드
- 제프리 윌리엄 에반스
- 패트릭 체리
- 존 베샤라
- 스티브 라울러슨
- 톰 타란티니
- 윌리엄 헤즈

## 기타
- 공동제작: J. 토드 해리스
- 미술: 스티븐 르글러
- 의상: 이매 빌라로보스
- 배역: 킴벌리 뮬렌